# جاكوب أندرسن (مغني)
جاكوب أندرسن (بالدنماركية: Jacob Andersen)‏ هو مغني دنماركي، ولد في 1971 في روسكيلدا في الدنمارك.

## وصلات خارجية
- جاكوب أندرسن على موقع IMDb (الإنجليزية)
- جاكوب أندرسن على موقع ميوزك برينز (الإنجليزية)
- جاكوب أندرسن على موقع أول ميوزيك (الإنجليزية)
- جاكوب أندرسن على موقع ديسكوغز (الإنجليزية)